# Austrelaps
Austrelaps – rodzaj węży z rodziny zdradnicowatych (Elapidae).

## Zasięg występowania
Rodzaj obejmuje gatunki występujące w Australii i Tasmanii.

## Systematyka

### Etymologia
Austrelaps: łac. auster, austri „południe”; nowołac. elaps „wąż”, od gr. ελοψ elops, ελοπος elopos „niemy”, tu w znaczeniu „jakiś rodzaj węża”.

### Podział systematyczny
Do rodzaju należą następujące gatunki:
- Austrelaps labialis (Jan, 1859)
- Austrelaps ramsayi (Krefft, 1864)
- Austrelaps superbus (Günther, 1858) – miedziogłówka olbrzymia[5]